# Костел Пресвятої Трійці (Окопи)
Костел Пресвятої Трійці в Окопах — культова споруда, римо-католицький храм у селі Окопах Мельнице-Подільської громади Чортківського району Тернопільської области України.  Пам'ятка архітектури місцевого значення.

## Історія
- 1693 — збудовано костел, який в 1748 році перебудований в стилі бароко.
- 1769 — костел зазнав руйнувань.
- 1903 — відбулась реставрація храму. За радянської влади будівля перетворилася на часткову руїну, яку згодом за сприяння о. Романа Твароґа відновлено.
- 14 червня 2014 — єпископ Леон Дубравський OFM разом з єпископом Леоном Малим здійснив освячення костелу.

У храмі відправляють Службу Божу дієцезіальні священники Кам'янець-Подільської єпархії.

## Світлини

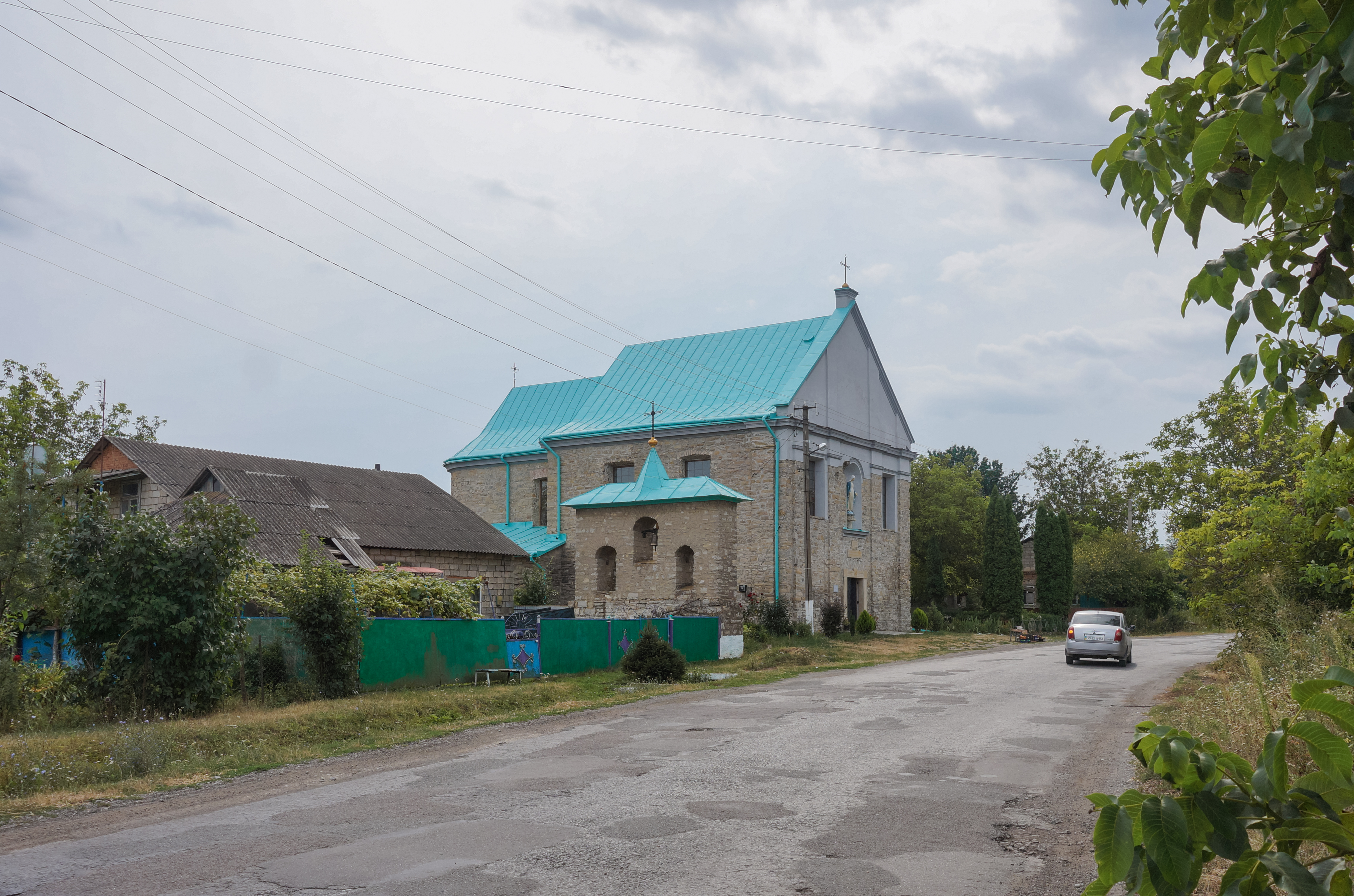
Костел
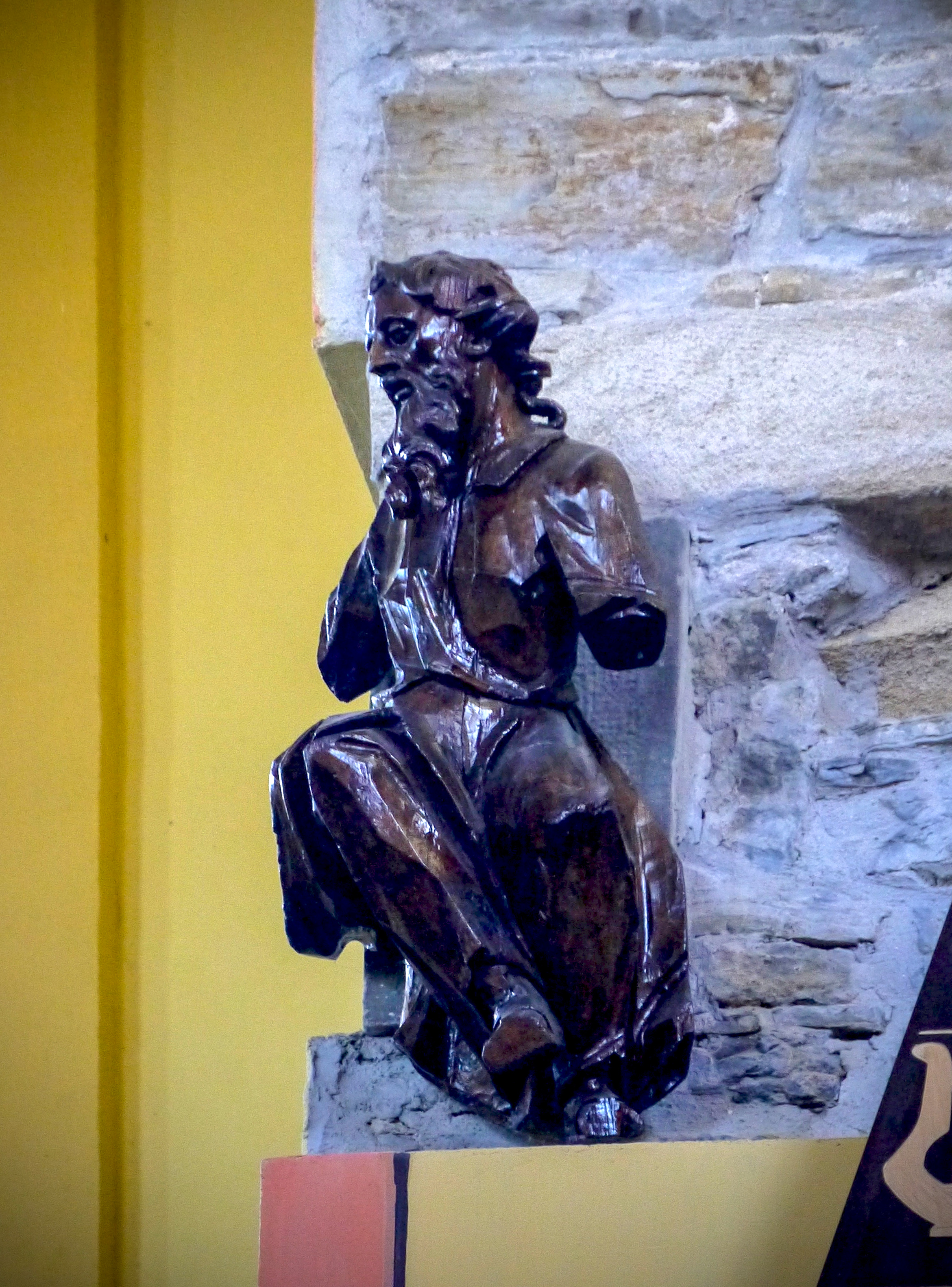
Вціліла скульптура в костелі
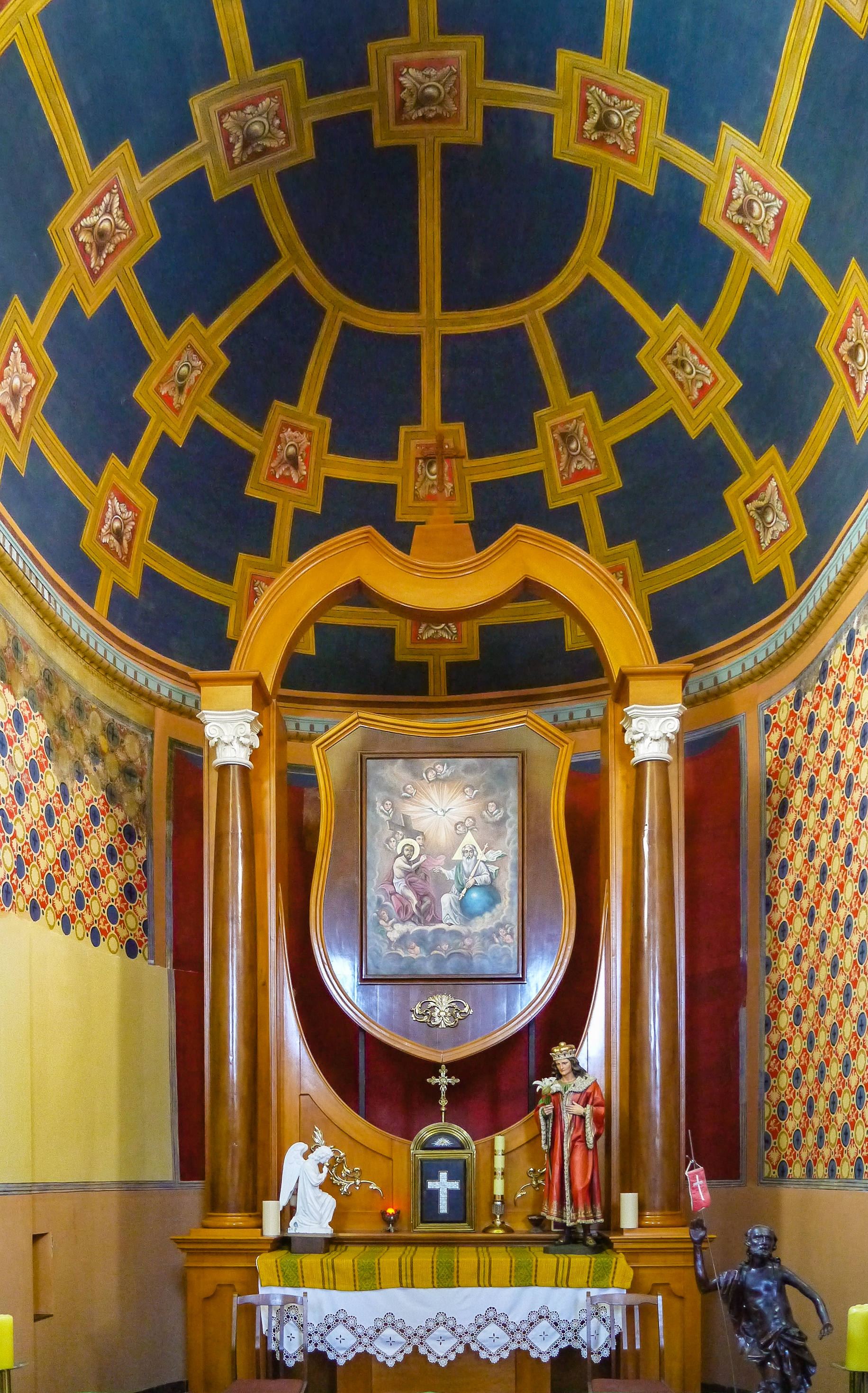
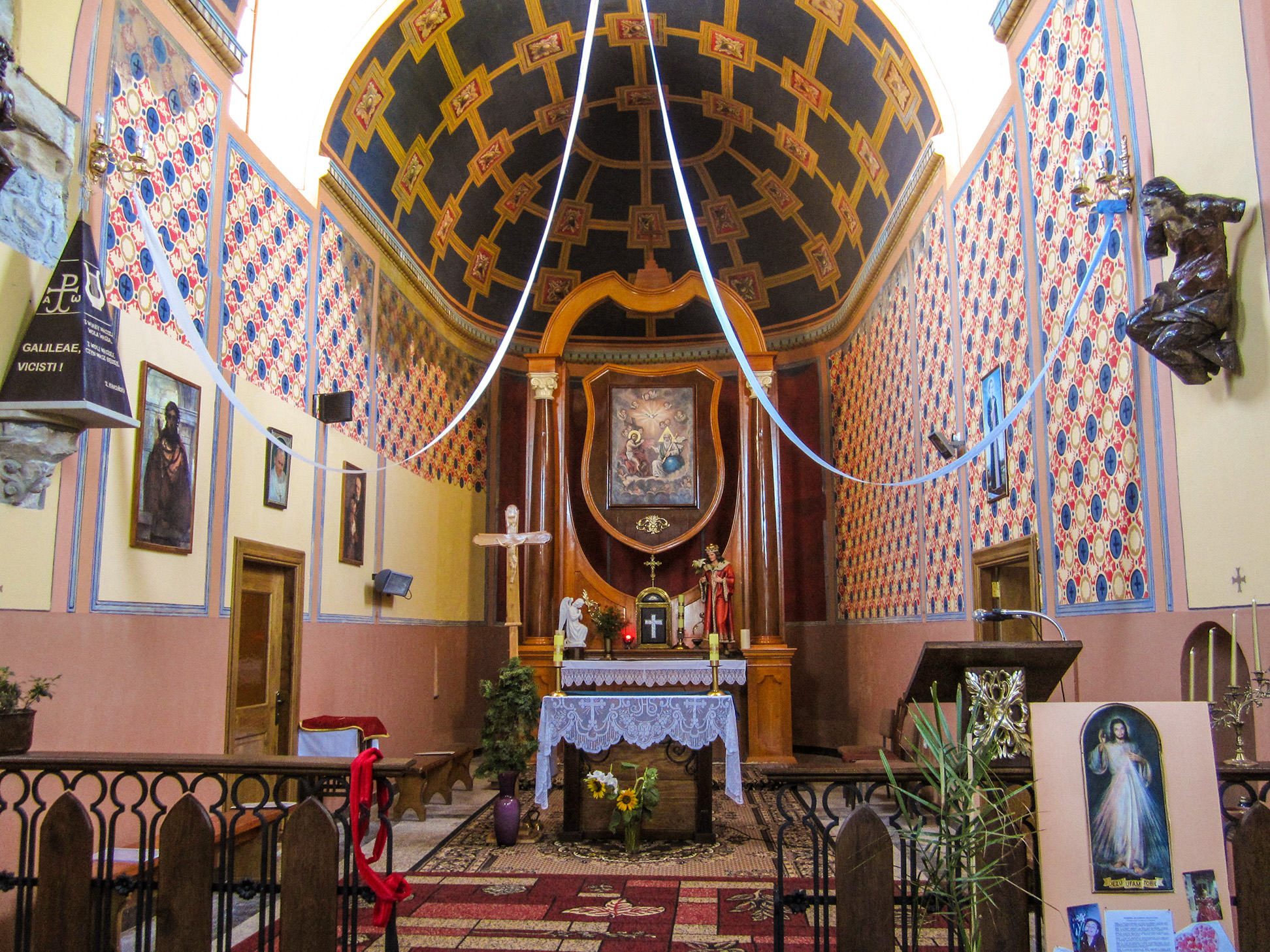
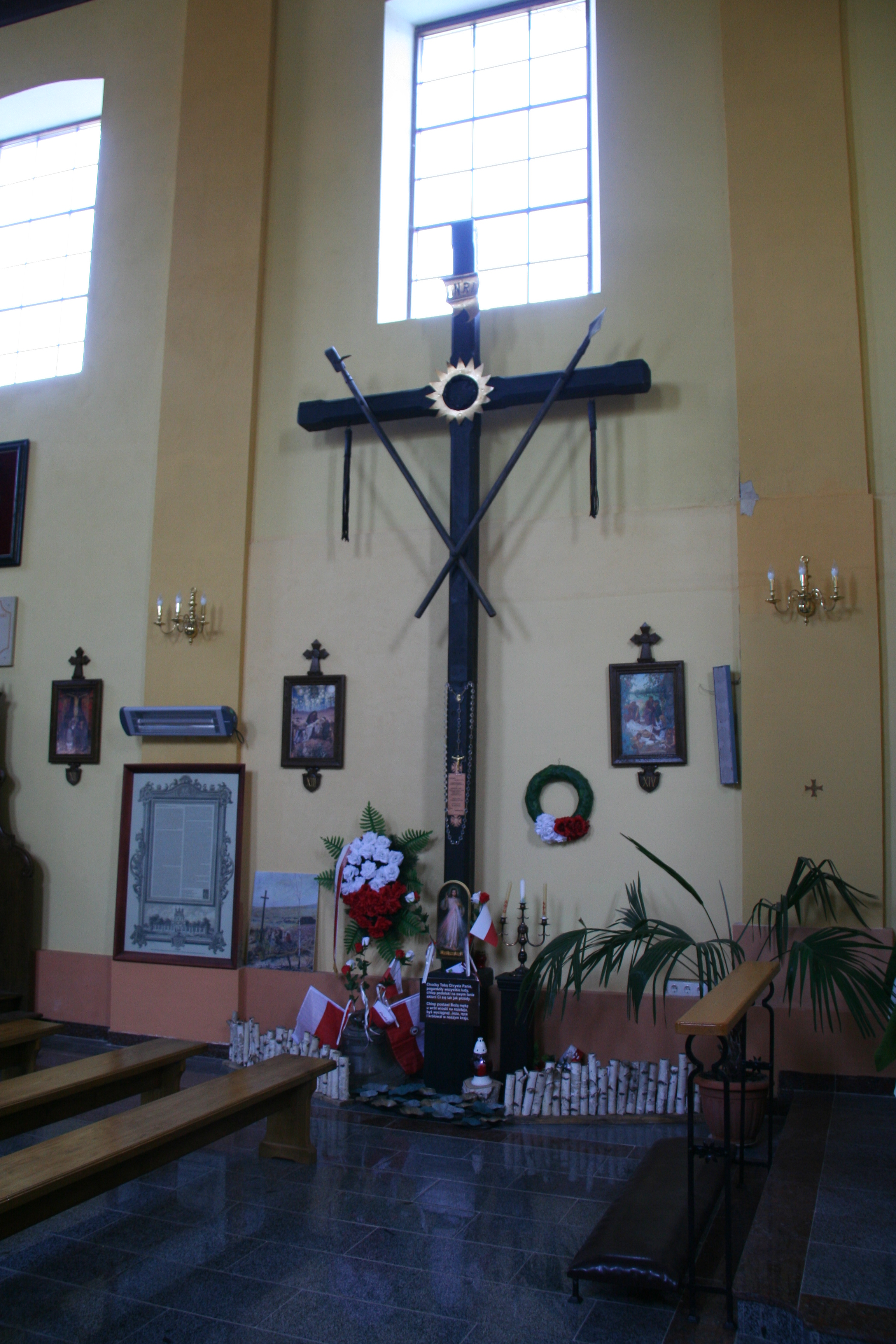
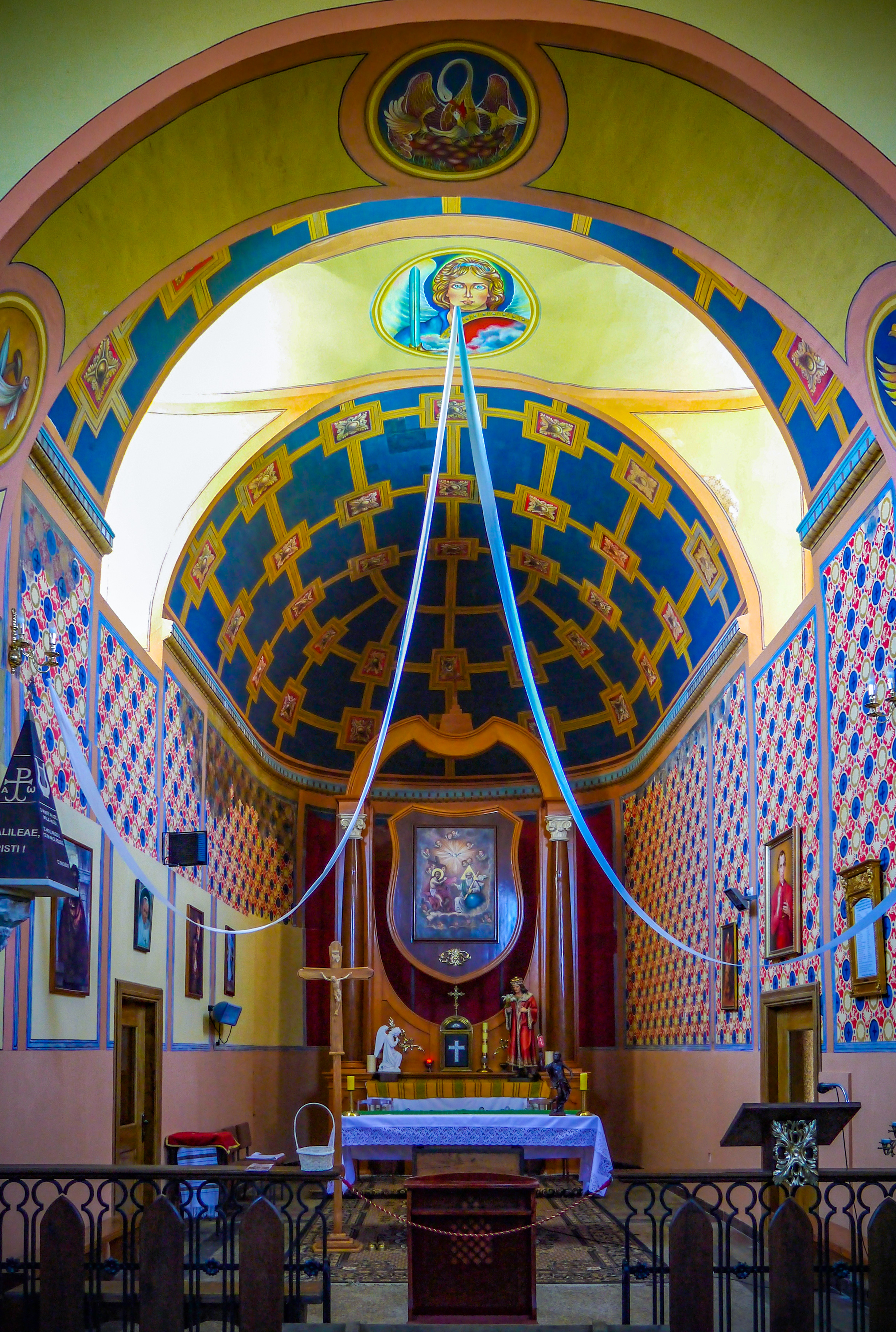
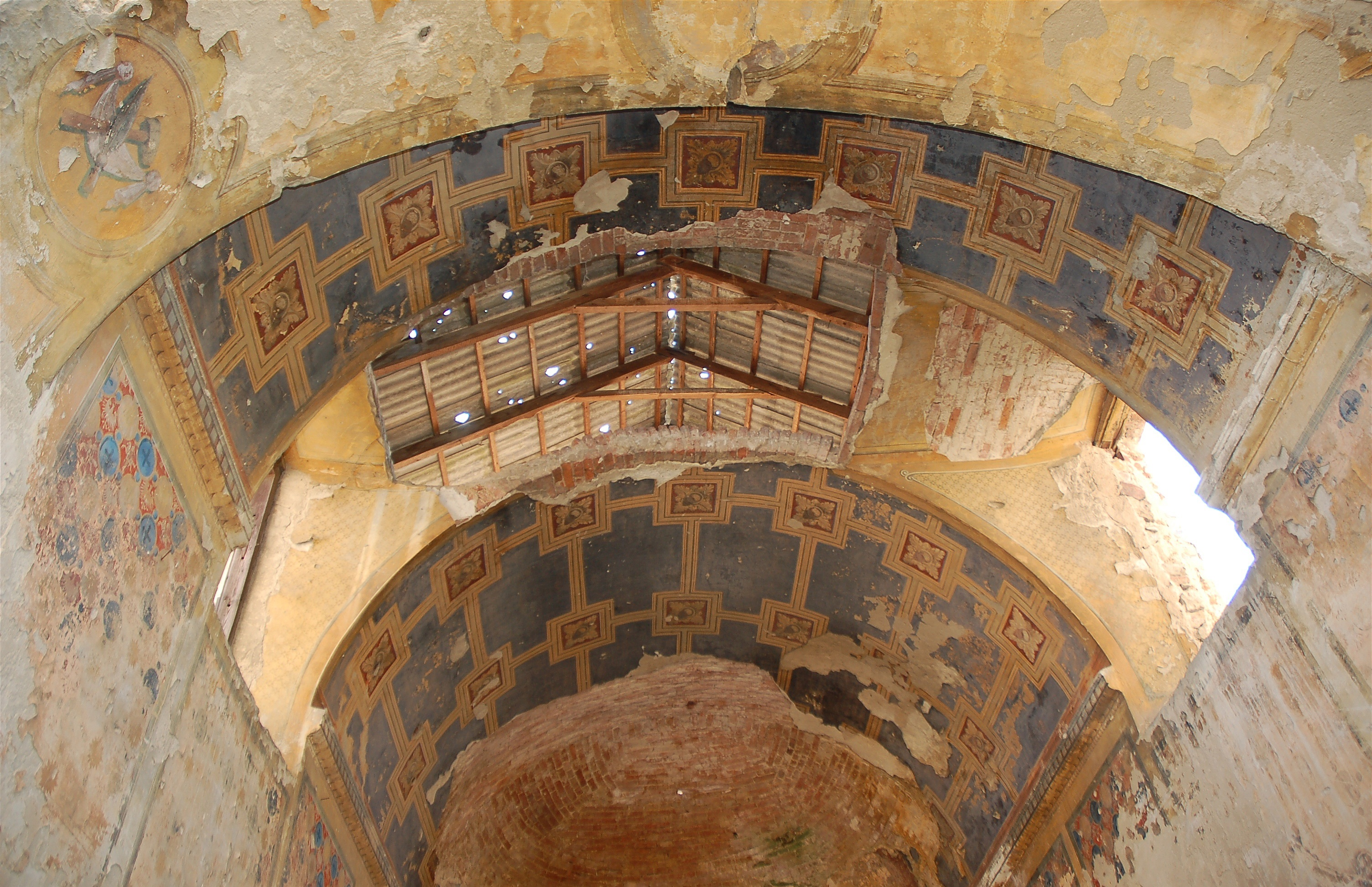
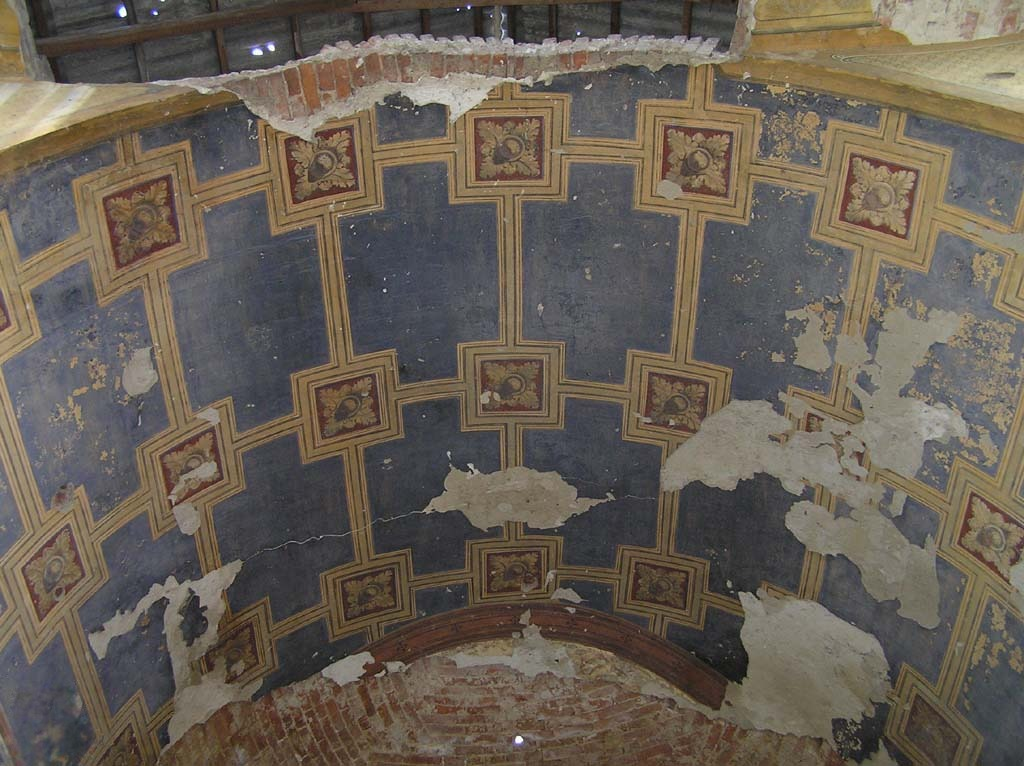
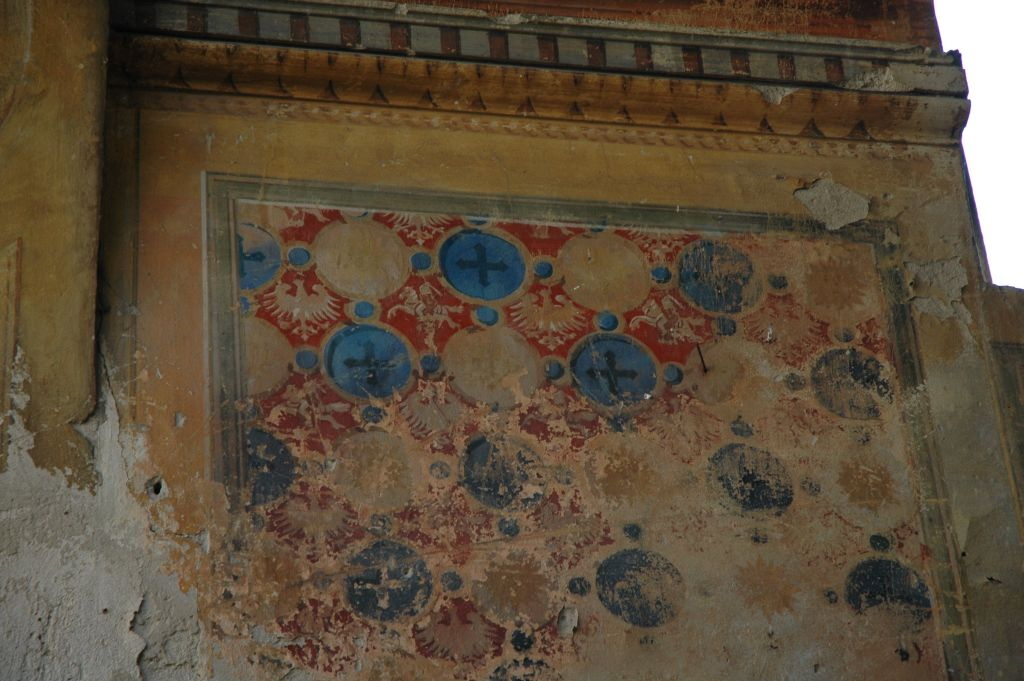
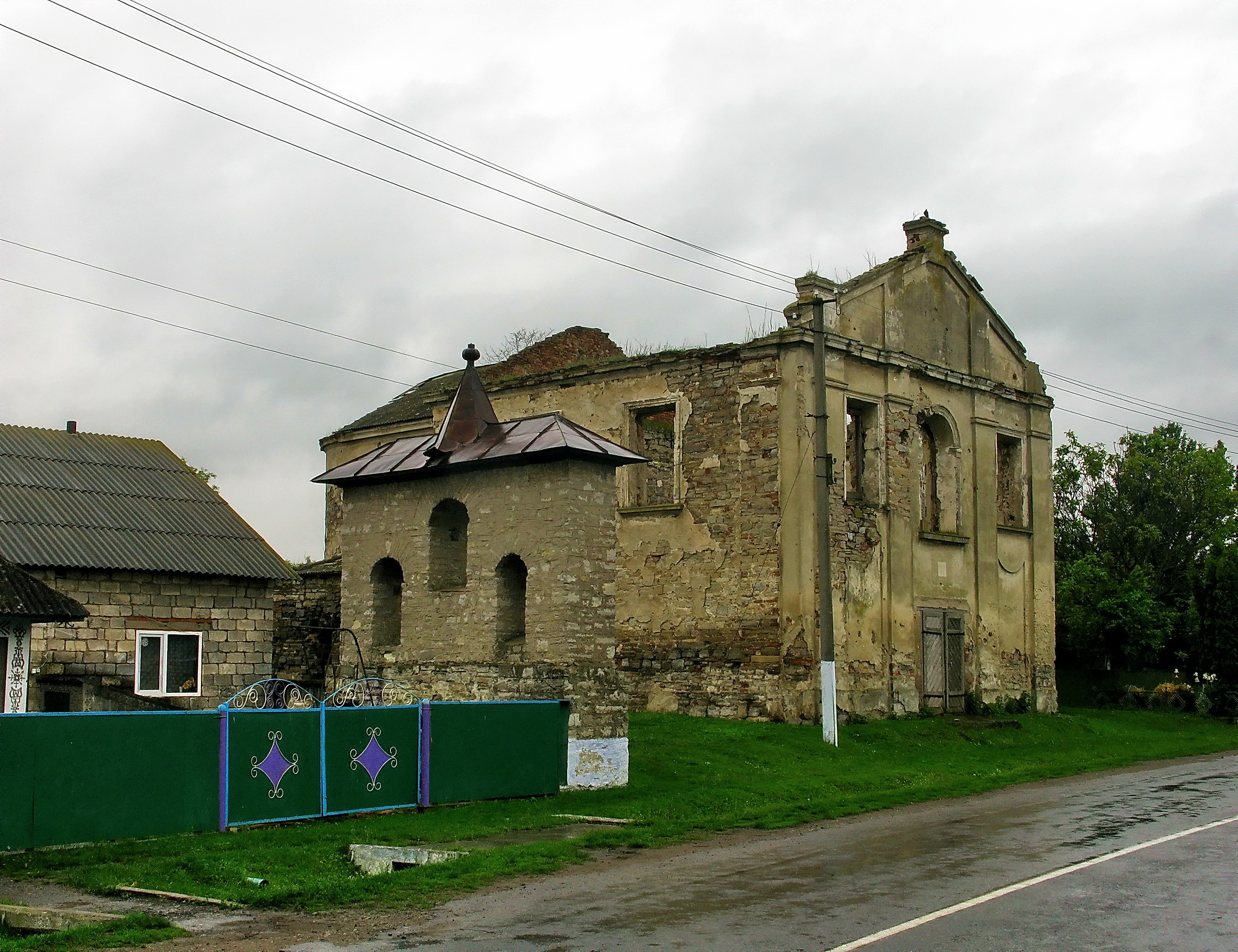